# میرکولا سیبیلو
شهر میرکولا سیبیلو (به رومانیایی: Miercurea Sibiului) در شهرستان سیبیو در کشور رومانی واقع شده‌است. جمعیت این شهر ۴٬۰۶۳ نفر  است.

## نگارخانه

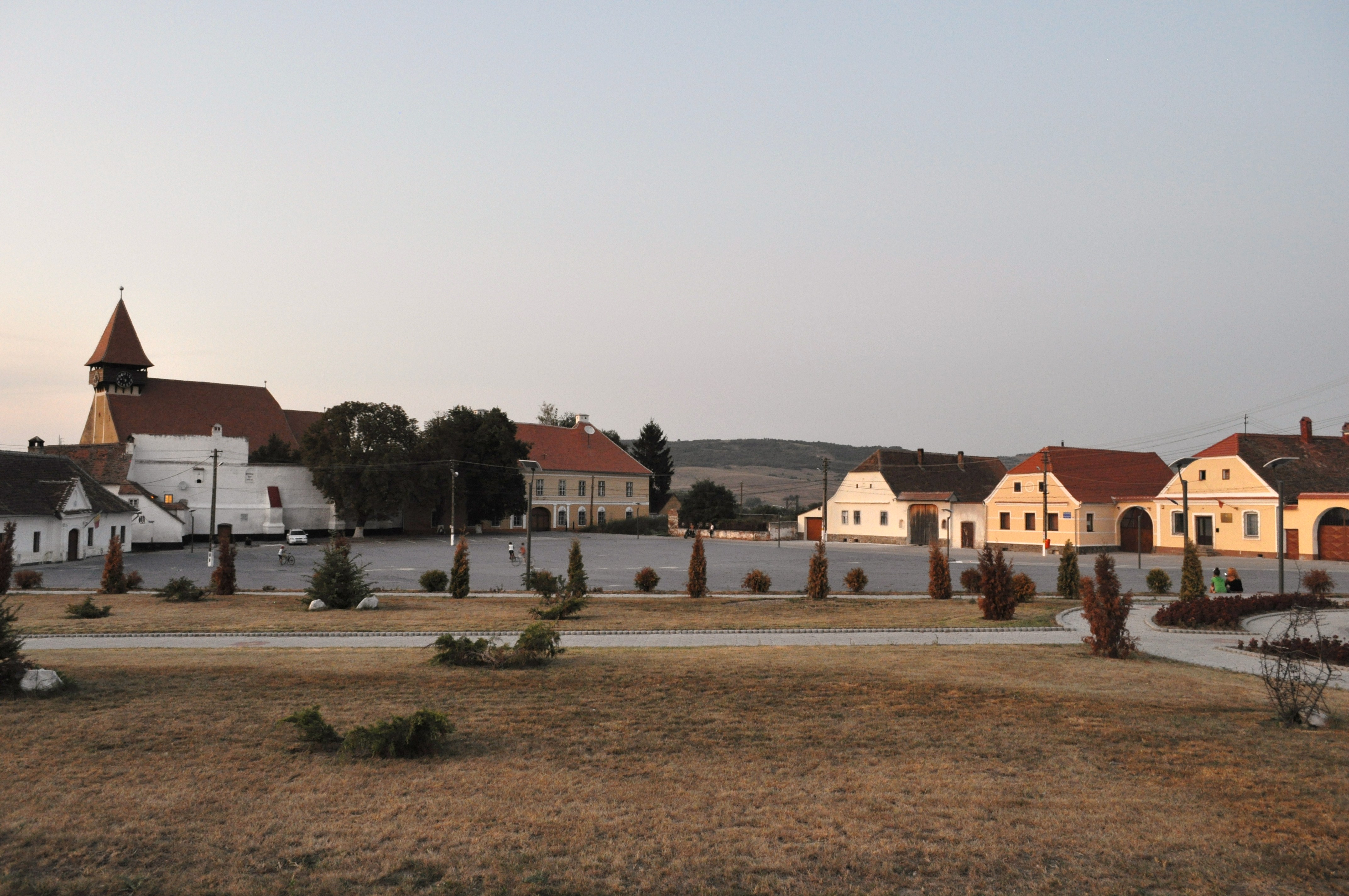
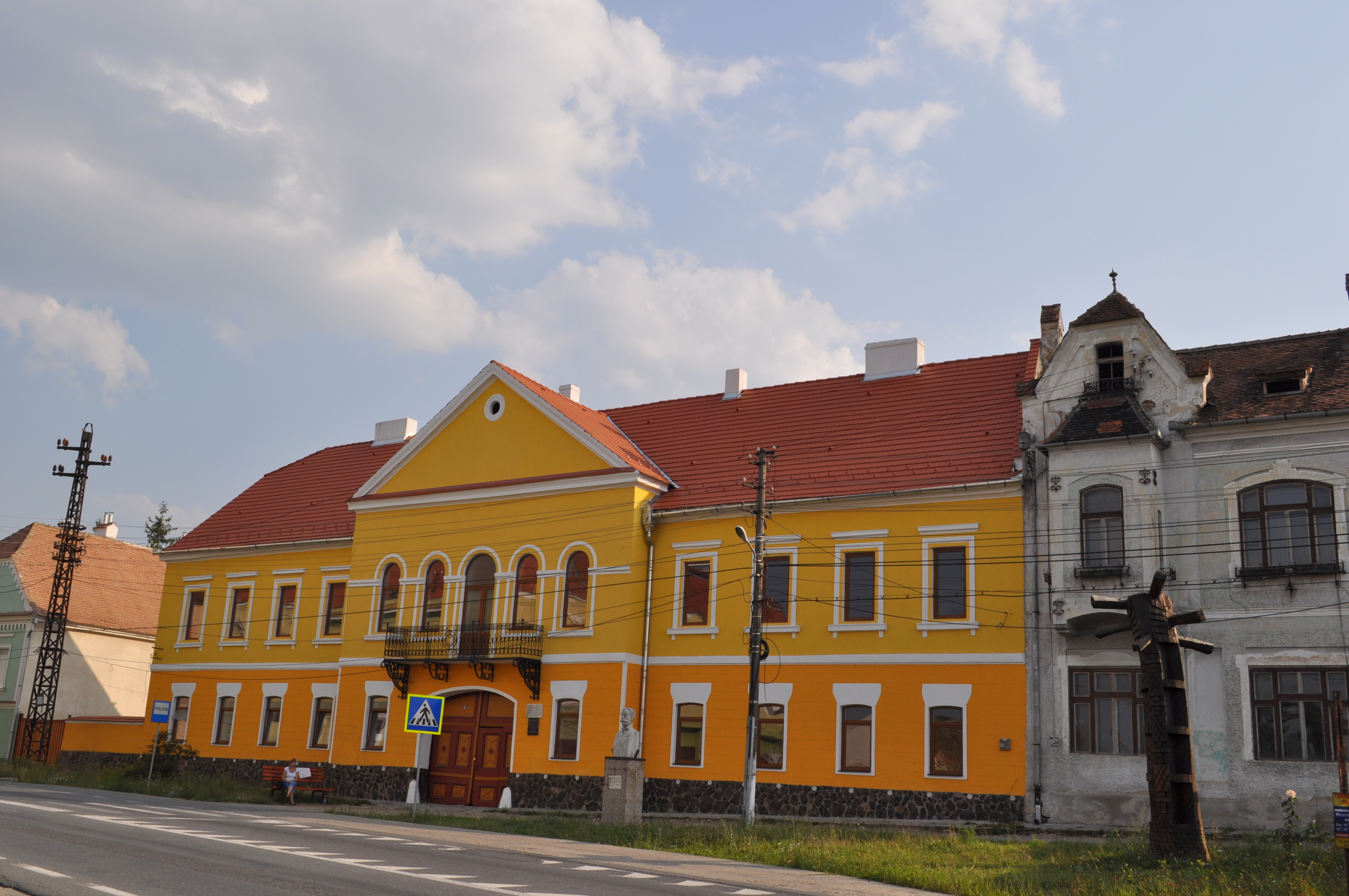
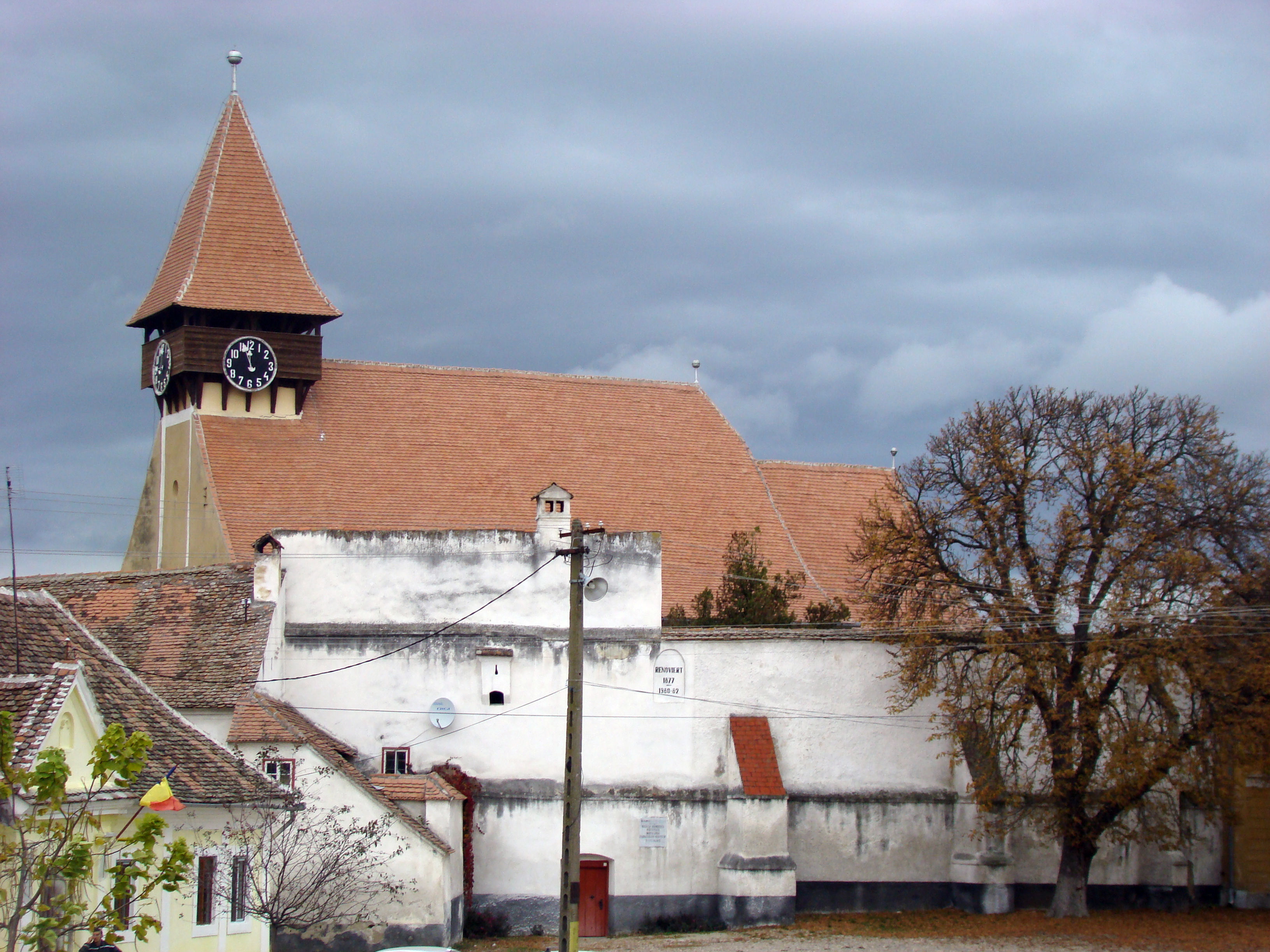
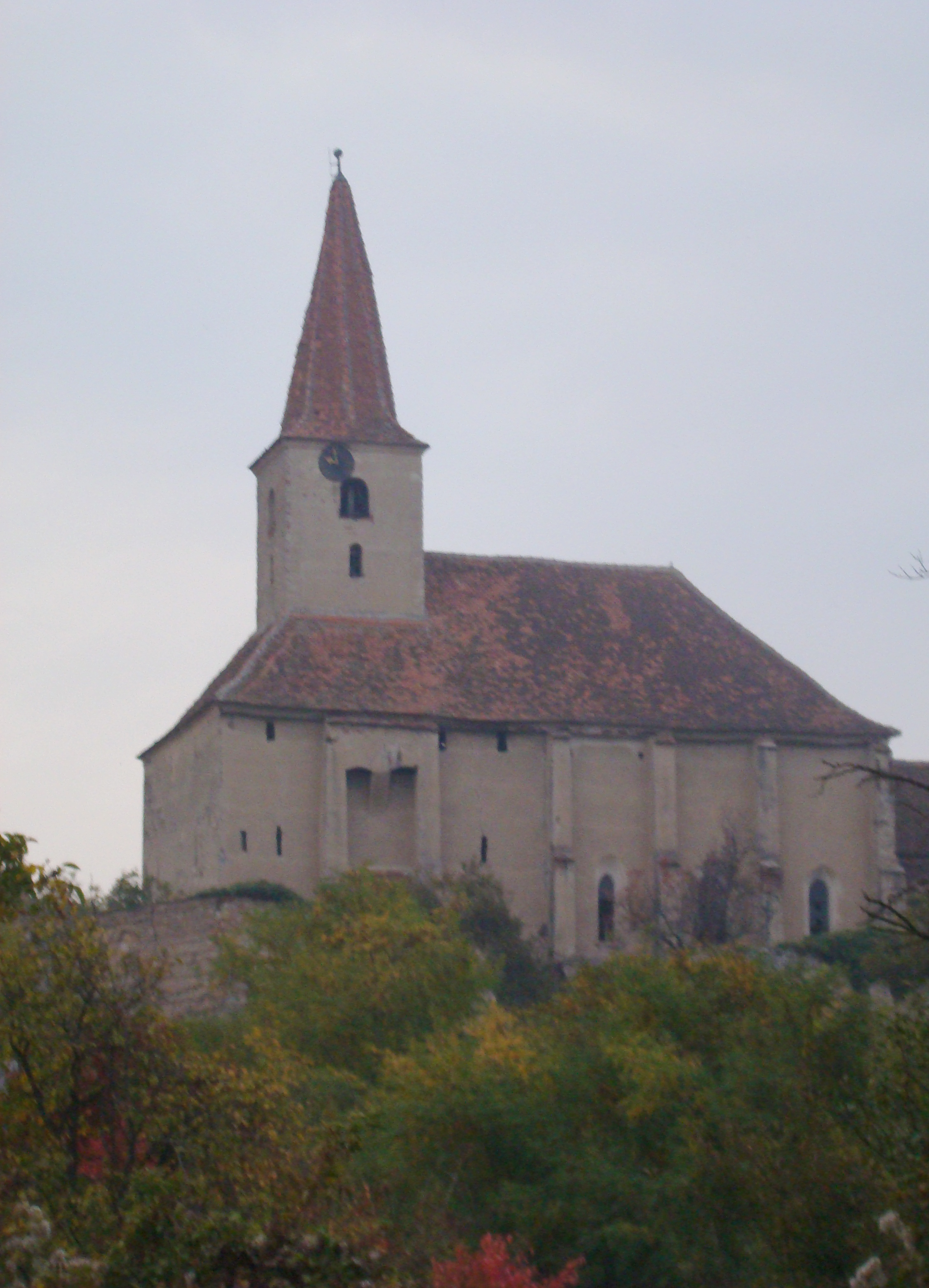